# 比利亚隆索
比利亚隆索，是西班牙卡斯蒂利亚-莱昂萨莫拉省的一个市镇。 总面积15平方公里，总人口122人（2001年），人口密度8人/平方公里。